# Les Hermaux
Les Hermaux (okzitanisch: Los Ermals) ist eine südfranzösische Gemeinde mit 103 Einwohnern (Stand: 1. Januar 2022) im Département Lozère in der Region Okzitanien. Die Gemeinde gehört zum Arrondissement Mende und zum Kanton Peyre en Aubrac. Die Einwohner werden Hermalziens genannt.

## Lage
Les Hermaux liegt im Gebiet der Causse de Sauveterre im südlichen Zentralmassiv in den Cevennen in der historischen Landschaft des Gevaudan. Das Gemeindegebiet gehört zum Regionalen Naturpark Aubrac. Umgeben wird Les Hermaux von den Nachbargemeinden Les Salces im Norden und Osten, Saint-Germain-du-Teil im Südosten, Saint-Pierre-de-Nogaret im Süden und Westen sowie Trélans im Westen und Nordwesten.

## Bevölkerungsentwicklung
| Jahr                       | 1962 | 1968 | 1975 | 1982 | 1990 | 1999 | 2006 | 2018 |
| Einwohner                  | 203  | 181  | 164  | 147  | 111  | 111  | 116  | 97   |
| Quellen: Cassini und INSEE |      |      |      |      |      |      |      |      |

## Filmkulisse
Der Ort diente im Winter 1963 als eine der Filmkulissen für „Un roi sans divertissement“ (Ein König allein) (Regie François Leterrier, ausgezeichnet mit dem Grand prix du cinéma français).
Der Filmemacher und Ethnologe  Jean-Dominique Lajoux drehte 1967 einen Kurzfilm (21 min., Schwarzweiß) mit dem Titel Le forgeron des Hermaux, in dem der Hufschmied Jules Cabassut (1900–1983) über seinen bis 1965 ausgeübten Beruf Auskunft gibt und Feste und Gebräuche des Dorfes vorgestellt werden.